# 도미니카 연방의 재외공관 목록

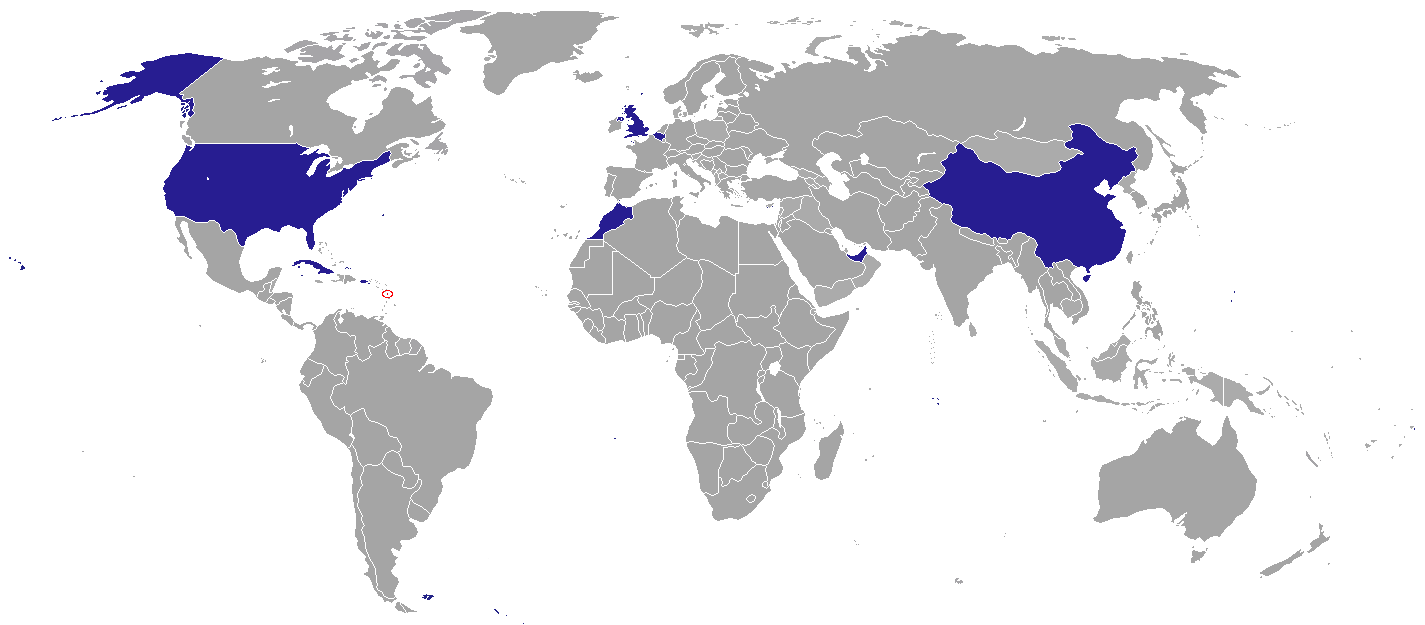
도미니카 연방의 재외공관들:
도미니카 연방
대사관 및 고등판무관 사무소
총영사관

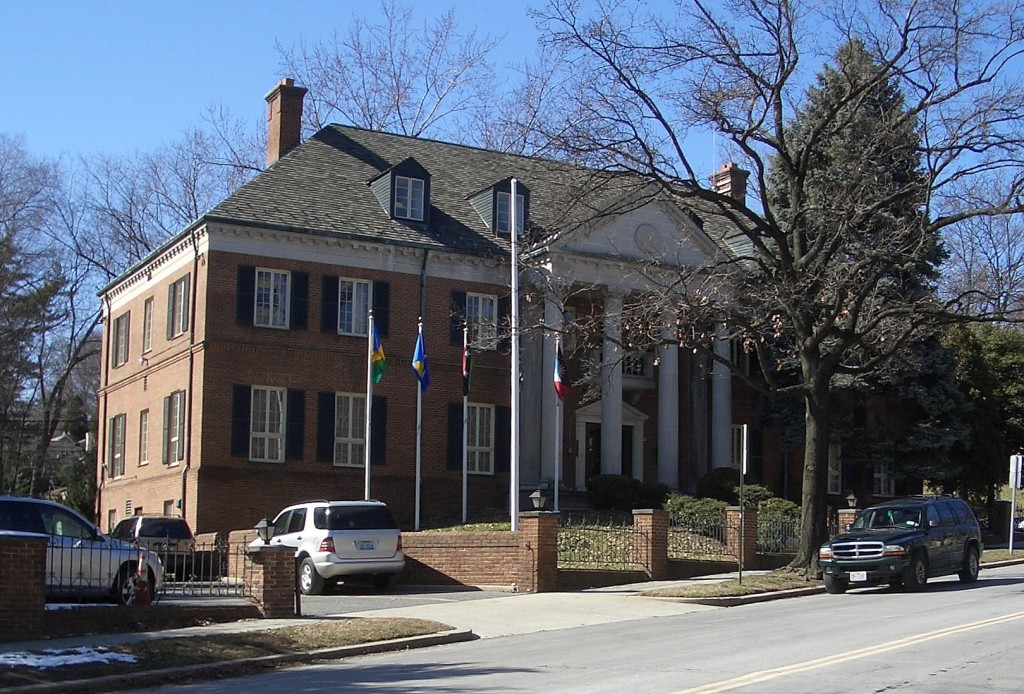
주미 도미니카 연방 대사관

도미니카 연방의 재외공관 목록은 도미니카 연방 주재 대사관과 고등판무관 사무소를 각국에 상주시켜 놓는 것을 의미하며, 도미니카 연방의 재외공관을 나열한 목록이다.

## 아메리카
- 캐나다 : 오타와 (고등판무관 사무소)
- 미국 : 워싱턴 D.C. (대사관), 뉴욕 (총영사관)
- 쿠바 : 아바나 (대사관)

## 유럽·아시아
- 벨기에 : 브뤼셀 (대사관)
- 프랑스 : 바스테르, 프랑스령 과들루프 (총영사관)
- 영국 : 런던 (고등판무관 사무소)
- 중화인민공화국 : 베이징시 (대사관)

## 대표부
- UN 도미니카 연방 정부 대표부 : 뉴욕
- EU 도미니카 연방 정부 대표부 : 브뤼셀
- 미주 기구 도미니카 연방 정부 대표부 : 워싱턴 D.C.